# Marinette (Wisconsin)
Marinette ist eine Stadt (mit dem Status „City“) und Verwaltungssitz des Marinette County im US-amerikanischen Bundesstaat Wisconsin. Das U.S. Census Bureau ermittelte bei der Volkszählung 2020 eine Einwohnerzahl von 11.119.

## Geografie
Marinette liegt am Südufer der Mündung des Menominee River in die Green Bay des Michigansees. Am gegenüberliegenden Flussufer befindet sich die Stadt Menominee in Michigan.
Die geografischen Koordinaten von Marinette sind 45°5′19″ nördlicher Breite und 87°37′37″ westlicher Länge. Das Gemeindegebiet erstreckt sich über eine Fläche von 20,6 km², die sich auf 17,5 km² Land- und 3,1 km² Wasserfläche verteilen.
Weitere Nachbarorte neben Menominee sind Porterfield (18 km nordwestlich) und Peshtigo (11,7 km südwestlich).
Die nächstgelegenen größeren Städte sind Sturgeon Bay (ca. 50 km südöstlich am gegenüberliegenden Ufer der Green Bay), Iron Mountain in Michigan (ca. 100 km nordwestlich) und Green Bay (ca. 85 km südwestlich). Madison, die Hauptstadt des Bundesstaates liegt ca. 300 km südwestlich und Chicago, die nächste Millionenstadt, ca. 400 km südlich.

## Verkehr

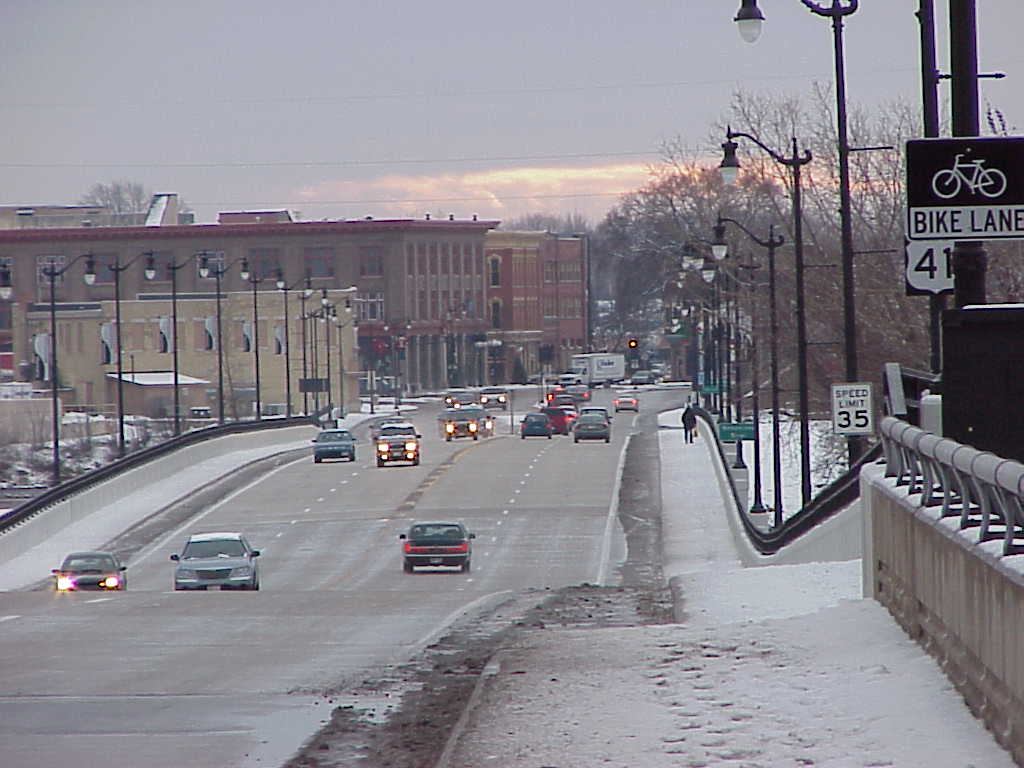
Brücke des US 41 zwischen Menominee und Marinette über den Menominee River

Der über eine Brücke aus Richtung Menominee kommende U.S. Highway 41 führt in Nord-Süd-Richtung durch das Stadtgebiet von Marinette. Die Wisconsin State Highways 64 und 180 enden in der Stadt.
Die Stadt ist an das Streckennetz der „Escanaba and Lake Superior Railroad“ und an das Streckennetz der Canadian National angebunden.

Mit dem Menominee-Marinette Twin County Airport befindet sich 3,3 km nördlich ein kleiner Flugplatz. Die nächsten Verkehrsflughäfen sind der Austin Straubel International Airport in Green Bay (92,7 km südwestlich) und der Sawyer International Airport bei Marquette in Michigan (183 km nördlich).

## Bevölkerung
Nach der Volkszählung im Jahr 2010 lebten in Marinette 10.968 Menschen in 4934 Haushalten. Die Bevölkerungsdichte betrug 626,7 Einwohner pro Quadratkilometer. In den 4934 Haushalten lebten statistisch je 2,17 Personen.
Ethnisch betrachtet setzte sich die Bevölkerung zusammen aus 96,9 Prozent Weißen, 0,3 Prozent Afroamerikanern, 0,6 Prozent amerikanischen Ureinwohnern, 0,5 Prozent Asiaten sowie 0,4 Prozent aus anderen ethnischen Gruppen; 1,2 Prozent stammten von zwei oder mehr Ethnien ab. Unabhängig von der ethnischen Zugehörigkeit waren 1,4 Prozent der Bevölkerung spanischer oder lateinamerikanischer Abstammung.
22,3 Prozent der Bevölkerung waren unter 18 Jahre alt, 59,8 Prozent waren zwischen 18 und 64 und 17,9 Prozent waren 65 Jahre oder älter. 52,3 Prozent der Bevölkerung waren weiblich.

Das mittlere jährliche Einkommen eines Haushalts lag bei 38.429 USD. Das Pro-Kopf-Einkommen betrug 21.459 USD. 17,3 Prozent der Einwohner lebten unterhalb der Armutsgrenze.

## Bekannte Bewohner
- Arthur Gardner (1910–2014), Film- und Fernsehproduzent und Schauspieler
- John Hubley (1914–1977), Zeichentrickfilmer, Regisseur und Zeichner,
- Francis O. Lindquist (1869–1924), Politiker, Abgeordneter für Michigan im US-Repräsentantenhaus,
- Tom Petri (* 1940), Politiker, Abgeordneter für Wisconsin im US-Repräsentantenhaus,
- Isaac Stephenson (1829–1918), Politiker, Abgeordneter für Wisconsin im US-Repräsentantenhaus und Senator.